# 沙坪河 (郁江)
沙坪河，位于中国广西壮族自治区南部，是郁江右岸支流，发源于南宁市邕宁区百济乡吞林村屯苏西南1.5千米处，向东流经灵山县太平镇、沙坪镇和横县新福镇，最后于平塘村（旧属飞龙镇）汇入郁江的西津水库。全长82公里，流域面积528平方公里。年均径流量3.69亿立方米。